# Gesellschaftspolitischer Konservatismus

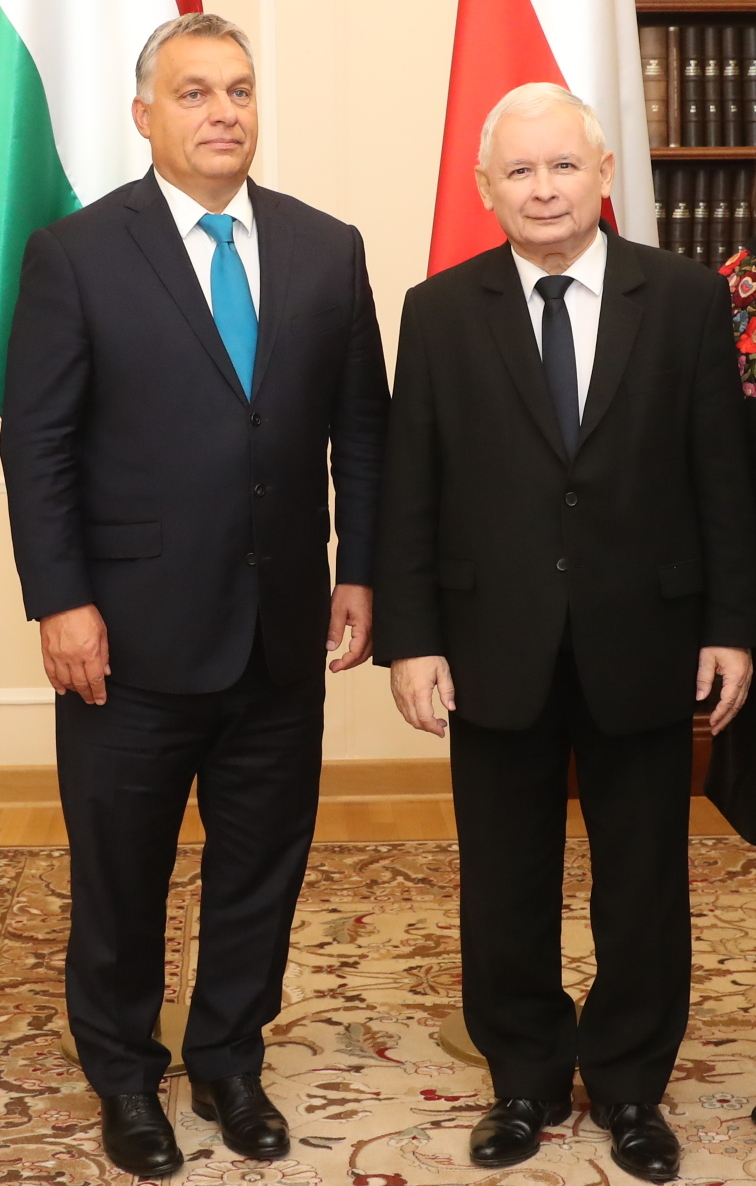
Erfolgreiche Vertreter des gesellschaftspolitischen Konservatismus: Der ungarische Premierminister Viktor Orbán (links) mit seinem Bündnis Fidesz-KDNP und der polnische PiS-Vorsitzende Jarosław Kaczyński.

Der gesellschaftspolitische Konservatismus (englisch social conservatism, wobei social für „gesellschaftlich“ steht) ist eine politische Ideologie des rechten Spektrums und eine Form des Konservatismus, welche sich vor allem auf gesellschaftspolitische Fragen bezieht und die Wahrung der traditionellen Werte in den Mittelpunkt ihres Handelns stellt. Seine Vertreter sind meist Teil des Bürgertums, kommen oft aus dem Evangelikalismus oder katholischen Traditionalismus und werden zur christlichen Rechten beziehungsweise zum politischen Katholizismus gezählt.
Demzufolge stehen seine Anhänger einem gesellschaftlichen Wandel generell skeptisch gegenüber und kritisieren Erfolge der politischen Linken und Linksliberalen seit dem 20. Jahrhundert, wie die Gegenkultur der 1960er-Jahre (Hippie- und 68er-Bewegung), die sexuelle Revolution, die Legalisierung des Schwangerschaftsabbruchs, der Pränataldiagnostik, die Erleichterung der Ehescheidung, die Einführung der gleichgeschlechtlichen Ehe, geschlechtsangleichende Maßnahmen, die Globalisierung, die Sterbehilfe, die Frühsexualisierung und das Gendern (Gender-Studien, -Mainstreaming und -Sprache). Als Teil der Lebensrechtsbewegung treten sie insbesondere für den Schutz des Lebens von der Empfängnis bis zum natürlichen Tod sowie für den Schutz der binären Ehe und traditionellen Familie mit klassischer Rollenverteilung ein.
Von ihren Gegnern werden die Befürworter als Vertreter der Reaktion gesehen und Bestrebungen, die als negativ empfundenen Gesellschaftsveränderungen wieder rückgängig zu machen, werden als Backlash bezeichnet.